# Tdif
Tdif, se trata de una interfaz de audio digital desarrollado por la empresa japonesa Tascam Teac Corporation. Dispone de hasta 8 canales bidireccionales, muestreando a 48 kHz, 96 kHz y 192 kHz. Incluye señal de sincronismo wordclock. La conexión es mediante XLR de 25 pines, conocido como sub-d 25. Utiliza un cable coaxial (75 ohmnios).
Esta interfaz surge al principio de la popularización del audio digital en la grabación musical. Cuando Tascam saca su serie DA-XX desarrolla paralelamente el TDIF para hacer frente a la competencia cuando comenzó la escalada entre las distintas marcas del mercado para ofrecer cada vez más canales en los grabadores multipistas. Tascam optó por ofrecer dispositivos de hasta 8 inputs a un precio razonable a los que se suma la posibilidad de linkarlos mediante TDIF, ofreciendo desde 8 hasta 24 canales. 
Tras el éxito de la serie DA se va un paso más allá y se desarrollan mesas digitales diseñadas para funcionar con los grabadores multipistas de Tascam. Esta combinación fue especialmente exitosa desde mediados de los 80 hasta principios de los 90 en el ámbito semi-profesional porque la inversión era moderada y el rendimiento era alto. Actualmente, tras la total entrada de la informática en el audio ha caído en cierta decadencia. Sin embargo, fue uno de los grandes pilares para el desarrollo del audio digital
- Datos: Q5390714